# Carl Zuckmayer
Carl Zuckmayer, född 27 december 1896 i Nackenheim i Rheinhessen, död 18 januari 1977 i Visp i Schweiz, var en tysk författare. 

## Biografi
Carl Zuckmayer flyttade 1938 till USA och återvände till Europa 1946 efter andra världskrigets slut. Han blev schweizisk medborgare 1966.
Zuckmayer var framför allt verksam som dramatiker, men skrev också några romaner och en del kortprosa. Hans komedi Der Hauptmann von Köpenick (1931), som byggde på en verklig händelse, var en satir över övertron på auktoriteter i det tyska samhället. Dramat Ulla Winblad (1953) är en fri tolkning av Carl Michael Bellmans liv och diktning.
Zuckmayer var medarbetare på Die Weltbühne. Han skrev även filmmanus, bland annat tillsammans med Karl Vollmöller för Josef von Sternbergs Blå Ängeln (1931) med Marlene Dietrich.